# أوهلانغا ذا مارك (فلم)
أوهلانغا ذا مارك (بالإنجليزية: Uhlanga The Mark)، هُو فيلم دراما جنوب أفريقي صدر سنة 2012 وأخرجه ندابا كا نغواني.

## وصلات خارجية
- أوهلانغا ذا مارك  في قاعدة بيانات الأفلام على الإنترنت (بالإنجليزية)